# Like Water
Like WaterはRed Velvetのウェンディの初となるソロアルバムである。2021年4月5日に公開され、各種音楽サイトで配信された。ダブルタイトル曲の『When This Rain Stops』と『Like Water』、また同グループのスルギが参加してコラボした『Best Friend』を含む計5曲が収録されている。また、ソロアルバムを出したRed Velvetメンバーはウェンディが初めてとなる。

## 背景
3月24日、ティザーが公開される。同月、26日にはリリースまでの関連コンテンツの公開日程スケジュールが公開された。4月5日午後6時、各種音楽配信サイトで音源とMVが公開された。

## メンバーの発言
ウェンディは、本アルバムについて「”新しい挨拶”の意味を込めた」と語った。

## 評価
| 専門評論家によるレビュー | 専門評論家によるレビュー |
| レビュー・スコア         | レビュー・スコア         |
| 出典                     | 評価                     |
| ------------------------ | ------------------------ |
| allkpop                  | 7.67                     |

音楽批評サイトallkpopでは、本アルバムを「痛烈でエモーショナル」と評し、ボーカルとしてのウェンディの力強さを高く評価した。

### 商業成績
5日に公開されたアルバムは、ITunesの合計30地域のグローバルトップアルバムチャートで1位を総なめにした。これは、韓国の女性ソロ歌手史上最高記録であり、グローバルファンからの人気の高さを実感させた。

## 収録曲
| #  | タイトル                     | 作詞 | 作曲・編曲 | 時間 |
| -- | ---------------------------- | ---- | ---------- | ---- |
| 1. | 「When This Rain Stops」     |      |            | 4:04 |
| 2. | 「Like Water」               |      |            | 4:21 |
| 3. | 「Why Can't You Love Me?」   |      |            | 2:48 |
| 4. | 「The Road」                 |      |            | 4:15 |
| 5. | 「Best Friend(with SEULGI)」 |      |            | 3:30 |